# 清家未森
清家 未森（せいけ みもり、2月7日 - ）は、日本の小説家・ライトノベル作家。代表作は角川ビーンズ文庫の身代わり伯爵シリーズ。

## 人物・経歴
- 奈良県在住。
- 第4回角川ビーンズ小説大賞読者賞を受賞。

## 既刊一覧
- 身代わり伯爵シリーズ（角川ビーンズ文庫、イラスト：ねぎしきょうこ）
- 六蓮国物語シリーズ（角川ビーンズ文庫、イラスト：Izumi）

1. 六蓮国物語 王宮の花嫁武官（2011年10月、ISBN 978-4-04-452417-3）
2. 六蓮国物語 皇宮の嘘つき公主（2012年4月、ISBN 978-4-04-100227-8）
3. 六蓮国物語 宮廷のニセ御使い（2012年9月、ISBN 978-4-04-100418-0）
4. 六蓮国物語 地下宮の太子（2013年3月、ISBN 978-4-04-100638-2）
5. 六蓮国物語 翠竜と赤の天女（上）（2013年4月、ISBN 978-4-04-100770-9）
6. 六蓮国物語 翠竜と赤の天女（下）（2013年5月、ISBN 978-4-04-100816-4）

- 第五皇女の成り上がり! 捨てられ皇女、皇帝になりますシリーズ（レジーナブックス、イラスト：凪かすみ）

1. 第五皇女の成り上がり! 捨てられ皇女、皇帝になります（2024年2月、ISBN 978-4434333590）
2. 第五皇女の成り上がり2! 捨てられ皇女、皇帝になります（2024年10月、ISBN 978-4434347085）